# Taqsim
Taqsim és una improvisació musical melòdica que normalment precedeix la interpretació d'una peça musical tradicional àrab, grega, turca o de l'Orient Mitjà.
Els Taqsim normalment segueixen una determinada progressió melòdica. Començant per la tònica d'un maqam àrab particular (l'equivalent al mode occidental), els primers compassos de la improvisació es mantenen en els ajnas més baixos del maqam, presentant així el maqam a l'oient. Després d'aquesta introducció, l'intèrpret és lliure de moure's a qualsevol lloc en el maqam, i fins i tot pot modular a altre maqams, sempre que acabi retornant a l'original.
El terme Taqsim també es pot referir a qualsevol interpretació instrumental solista acompanyat per un percussionista o un altre instrumentista que toca un bordó en la tònica del maqam.